# Парламентські вибори в Казахстані 2023
Парламентські вибори в Казахстані (2023) — позачергові вибори депутатів Мажилісу, парламенту Казахстану, які відбулися 19 березня 2023 року.
Паралельно з виборами депутатів Мажилісу відбулися вибори депутатів масліхатів усіх рівнів (районні, міські, обласні).

## Підготовка

### Виборче законодавство
Після внесення змін до Конституції Казахстану за підсумками референдуму 2022 року 70 % депутатів Мажилісу обираються за партійними списками, а 30 % — за одномандатними округами (попередні вибори проходили повністю за партійними списками).
Також, за змішаною виборчою системою, у співвідношенні 50 на 50, пройдуть і вибори в масліхати областей та міст республіканського значення. На виборах до масліхати районів та міст обласного значення депутати обиратимуться лише по одномандатних округах.
У рамках політичних реформ президента Казахстану Касим-Жомарта Токаєва у Законі «Про вибори» планку для проходження партій у Мажиліс було знижено з 7 % до 5 %.
Число депутатів нижньої палати Парламенту скоротилося до 98 (у минулому скликанні їх було 107) за рахунок виключення права Асамблеї народу Казахстану призначати депутатів Мажилісу. При цьому Асамблея отримала право подати 5 осіб на затвердження президенту для їхнього призначення сенаторами за президентською квотою.
За результатами внесення змін до Основного закону Казахстану право законодавчої ініціативи реалізується виключно в Мажилісі, закони приймаються Мажилісом, а схвалюються Сенатом.

### Виборчий внесок
Сума виборчого внеску для кандидата в депутати Мажиліса Парламенту складає — 15 МЗП (1 млн. 50 тис. тенге), для кандидата в депутати масліхатів — 5 МЗП (350 тис. тенге).
Внесений внесок повертається кандидату чи політичній партії, якщо кандидата було обрано депутатом масліхату або за підсумками голосування кандидат чи політична партія набрали не менше 5 відсотків голосів виборців, а також у разі смерті кандидата.

### Виборчі фонди
Виборчі фонди утворюються за рахунок власних коштів кандидатів, коштів політичних партій та добровільних пожертв громадян та організацій Республіки.
Розмір виборчого фонду кандидата в депутати Мажиліса Парламенту, який обирається за одномандатними територіальними виборчими округами, не повинен перевищувати 700 МЗП (49 млн тенге).
Розмір виборчого фонду кожної політичної партії, що висунула партійний список кандидатів у депутати Мажиліса Парламенту, не повинен перевищувати 15 000 МЗП (1 млрд. 50 млн тенге), у депутати масліхатів областей, міст республіканського значення та столиці –3000 МЗП (210 млн тен).
Виборчий фонд кандидата в депутати маслихатів областей, міст республіканського значення та столиці, які обираються по одномандатних округах, не повинен перевищувати 300 МЗП (21 млн тенге), у депутати масліхатів районів та міст — 150 МЗП (10,5 млн тенге).

### Ключові дати проведення виборів
Центральна виборча комісія Казахстану опублікувала план основних етапів майбутніх виборів.
- Етап висування кандидатів починається з дня опублікування указу про призначення виборів і закінчується о 18:00 за місцевим часом за 30 днів до виборів, тобто з 20 січня по 8 лютого.
- Реєстрація проводилася з 20 січня до 18 лютого.
- Передвиборна агітація — з моменту закінчення терміну реєстрації та до 00:00 години за місцевим часом дня, що передує дню виборів.
- Проведення голосування на виборчих дільницях 19 березня — з 07:00 до 20:00 години за місцевим часом.
- Підрахунок голосів та складання протоколів про результати голосування на виборчих дільницях починається о 20:00 за місцевим часом.

## Учасники

### Вибори за партійними списками
21 січня ЦВК Казахстану заявила про допуск 7 політичних партій до участі у виборах депутатів Мажилісу Парламенту Республіки Казахстан, які обираються за партійними списками:
| Назва | Назва      | Назва                                                                                            | Ідеологія                                                   | Позиція             | Лідер                 | Результат у 2021 році | Результат у 2021 році | Ставлення до влади |
| Назва | Назва      | Назва                                                                                            | Ідеологія                                                   | Позиція             | Лідер                 | Голосів (%)           | Місць                 | Ставлення до влади |
| ----- | ---------- | ------------------------------------------------------------------------------------------------ | ----------------------------------------------------------- | ------------------- | --------------------- | --------------------- | --------------------- | ------------------ |
|       | Аманат     | Аманат                                                                                           | Центризм Соціал-консерватизм                                | Парасолькова партія | Ерлан Кошанов         | 71,09 %               | 76 / 98               | Пропрезидентська   |
|       | Ақ жол     | Демократична партія «Ак жол» «Ақ жол» демократиялық партиясы                                     | Ліберальний консерватизм </br> Економічний лібералізм       | Правоцентризм       | Азат Перуашев         | 10,95 %               | 12 / 98               | Пропрезидентська   |
|       | КХП        | Народна партія Казахстану Қазақстан халық партиясы                                               | Соціалізм                                                   | Лівоцентризм        | Єрмухамет Єртисбаєв   | 9,10 %                | 10 / 98               | Пропрезидентська   |
|       | Ауил       | Народно-демократична патріотична партія «Ауил» «Ауыл» халықтық-демократиялық патриоттық партиясы | Аграризм                                                    | Лівоцентризм        | Алі Бектаєв           | 5,29 %                | 0 / 98                | Проурядова         |
|       | ЖСДП       | Загальнонаціональна соціал-демократична партія Жалпыұлттық социал-демократиялық партия           | Соціал-демократія Парламентаризм                            | Лівоцентризм        | Асхат Рахімжанов      | Бойкотувала           | Бойкотувала           | Опозиція           |
|       | Байтақ     | Партії зелених «Байтак» «Байтақ» жасылдар партиясы                                               | Зелена політика Енвайронменталізм                           | Лівоцентризм        | Азаматхан Аміртаєв    | Нові                  | Нові                  | Пропрезидентська   |
|       | Respublica | Respublica «Respublica» партиясы                                                                 | Націонал-Лібералізм Соціально-орієнтована ринкова економіка | Правоцентризм       | Айдарбек Ходжаназаров | Нові                  | Нові                  | Проурядова         |

Партія AMANAT провела з'їзд 7 лютого 2023 року, сформувавши список зі 119 кандидатів у Мажиліс Парламенту, з яких 90 осіб за партійним списком та 29 — по одномандатних округах.
На вибори до Мажилісу у 2021 році партія сформувала список із 84 осіб, отримавши за підсумками підрахунку голосів 76 мандатів.
До списку увійшли: спікер Мажиліса Ерлан Кошанов, колишній міністр освіти Асхат Аймагамбетов, депутати Мажиліса VII скликання — Костянтин Авершин, Наталія Дементьєва, Айгуль Куспан, Артур Платонов, Альберт Рау, Ерлан Саєр, Вера, спортсмени — Фіруза Шаріпова та Алія Юсупова, колишній віце-міністр інформації та суспільного розвитку Олександр Данилов, віце-міністр фінансів Тетяна Савельєва, казахський акин Рінат Заітов, а також депутат Мажиліса IV та V скликань Мурат Абенов та інші.

#### Народна партія Казахстану
Народна партія провела з'їзд 30 січня 2023 року, сформувавши список із 52 кандидатів у Мажиліс Парламенту. На вибори до Мажилісу у 2021 році партія сформувала список зі 125 осіб, отримавши за підсумками підрахунку голосів 10 мандатів.
До списку увійшли: Єрмухамет Єртисбаєв, голова партії, депутати VII скликання — Ірина Смирнова, Олександр Мілютін, Магеррам Магеррамов, Айкін Конуров, Гаухар Нугманова, а також голови обласних та міських філій партії, представники громадських організацій, університетів та бізнесових організацій.
До списку Народної партії увійшли представники шести національностей. Середній вік кандидата — 50 років. 32,6 % кандидатів, становлять жінки та молодь, а також люди з особливими потребами.
1 лютого 2023 року Єрмухамет Єртисбаєв подав до Центральної виборчої комісії Казахстану партійний список кандидатів.

#### Ак жол
54 особи увійшли до списку кандидатів у Мажіліс від партії «Ак жол». На вибори до Мажилісу у 2021 році партія сформувала список із 38 осіб, отримавши за підсумками підрахунку голосів 13 мандатів.
З'їзд затвердив список 1 лютого, до нього увійшли: Азат Перуашев, голова партії, депутати VII скликання — Данія Єспаєва, Берік Дюсембінов , Ерлан Барлибаєв, Казибек Іса, Максат Раманкулов, Серік Єрубаєв, Азат Сембінов , депатут Astana Айгерим Молдашева, відомий адвокат Сергій Уткін, а також депутати обласних та міських маслихатів, представники бізнесу з різних регіонів країни.

#### ОСДП
19 осіб увійшли до списку кандидатів у Мажиліс від Загальнонаціональної соціал-демократичної партії, включаючи голову столичної філії Нурлана Ауесбаєва та голову партії Асхата Рахімжанов, за мажоритарною системою від партії на вибори підуть шестеро людей.
На виборах до Мажилісу 2021 року партія не брала участі, оголосивши бойкот.

#### Ауил
25 людей увійшли до списку кандидатів у Мажиліс від Народно-демократичної партії «Ауил», серед яких два кандидати в президенти — Жигулі Дайрабаєв і Каракат Абден, яка нещодавно вступила в партію.
На вибори до Мажилісу у 2021 році партія сформувала список із 19 осіб і не подолавши 7 % за підсумками виборів, партія не потрапила до Парламенту.

#### Байтак
20 осіб увійшли до списку кандидатів у Мажиліс від Партії зелених «Байтак», четверо з них — за жіночою квотою, один — за молодіжною, один за інвалідною квотою.
До партійного списку також увійшла депутат мажилісу VII скликання, що вийшла з Народної партії Казахстану — Айжан Скакова.
Голова партії Азаматхан Аміртаєв братиме участь у виборах за мажоритарною системою
Проекти, які планує зробити партія Байтак

#### Respublica
25 людей увійшли до списку кандидатів у Мажіліс від партії Respublica. Партія була зареєстрована у 2023 році, тому раніше у передвиборчих перегонах не брала участі.

### Вибори по округах
У Казахстані постановою Центральної виборчої комісії було сформовано 29 одномандатних виборчих округів :
- Абайська область — 1 округ
- Акмолінська область — 1 округ
- Актюбінська область — 1 округ
- Алматинська область — 2 округи (Кунаївський і Каскеленський)
- Атирауська область — 1 округ
- Східно-Казахстанська область — 1 округ
- Жамбилська область — 2 округи (Таразький, Куланський)
- Жетисуська область — 1 округ
- Західно-Казахстанська область — 1 округ
- Карагандинська область — 2 округи (Карагандинський і Теміртауський)
- Костанайська область — 1 округ
- Кизилординська область — 1 округ
- Мангістауська область — 1 округ
- Павлодарська область — 1 округ
- Північно-Казахстанська область — 1 округ
- Туркестанська область — 3 округи (Туркестанський, Аксукентський, Сариагаський)
- Улитауська область — 1 округ
- Місто Астана — 2 округи (Алмати-Байконур, Есіль-Саріарка)
- Місто Алма-Ата — 3 округи (Алатау-Ауезов, Алмали-Жетису-Турксиб, Бостандик-Медеу-Уразбай)
- Місто Шимкент — 2 округи (Абай-Туран, Енбекші-Каратау)

#### Аманат
Серед кандидатів у одномандатних округах від партії AMANAT є колишні депутати Мажиліса III—VI скликань Нуртай Сабільянов та VІІ скликання — Едил Жанбиршин.

#### Ауил
За мажоритарною системою від «Ауила» братимуть участь дев'ять осіб в Астані, Північно-Казахстанській, Акмолінській, Східно-Казахстанській, Костанайській, Кизилордінській, Атирауській, Улитауській областях та Алма-Аті.

## Порушення
Було зафіксовано випадки неодноразових вкидань бюлетенів. Зокрема, в Караганді, Актасі, Актобі, Алмати.

## Опитування
Дослідницький інститут «Громадська думка» 25-28 січня провів телефонне опитування. Відповідно до виміру, рівень потенційної виборчої явки на парламентські вибори 19 березня 2023 року становив 53,3 %. Це загальна частка тих, хто має намір голосувати (39,0 %) і швидше за все буде голосувати (14,3 %).
Серед намірів голосувати на позачергових парламентських виборах 48,6 % підтримали кандидатів від партії Amanat. За даними опитування, поріг 5 % на сьогоднішній день вдається подолати партіям «Ауил» (6,2 %), «Акжол» (5,4 %). За НВК проголосували б 4,8 %, Respublica — 3,6 %, ОСДП — 3,2 %, «Байтақ» — 2,8 %. Частка респондентів, готових проголосувати проти всіх, склала 2,6 %. Понад 1/5 опитаних (22,8 %) ще не визначилися у своїх партійних уподобаннях.
Більшість виборців виступає за політичний плюралізм: за представленість у нижній палаті п'яти та більше партій — 27,8 %, чотирьох — 6,6 %, трьох — 16,8 %, двох — 12,0 %.
| Опитування                        | дата проведення   | Розмір вибірки | Похибка | Аманат                            | Ауил              | Ак жол | НВК     | Respublica | ОСДП  | Байтак | Проти всіх | Не визначились |       |       |       |       |       |       |
| --------------------------------- | ----------------- | -------------- | ------- | --------------------------------- | ----------------- | ------ | ------- | ---------- | ----- | ------ | ---------- | -------------- | ----- | ----- | ----- | ----- | ----- | ----- |
| Опитування                        | дата проведення   | Розмір вибірки | Похибка | Public Opinion Research Institute | 3-10 березня 2023 | 2000   | ± 1,1 % | 66,7 %     | 6,1 % | 5,2 %  | Проти всіх | Не визначились | 5,1 % | 5,4 % | 4,1 % | 2,1 % | 5,3 % | 7,6 % |
| Strategy                          | 17-27 лютого 2023 | 1600           | ± 3,0 % | 43,6 %                            | 9,9 %             | 11,3 % | 6,3 %   | 6,2 %      | 2,4 % | 1,4 %  | 3,6 %      | 12,7 %         |       |       |       |       |       |       |
| Democratic Institute              | 3-18 лютого 2023  | 8000           | ± 1,1 % | 58,4 %                            | 5,1 %             | 5,4 %  | 5,2 %   | 4,2 %      | 3,9 % | 1,8 %  | 2,2 %      | 13,8 %         |       |       |       |       |       |       |
| Public Opinion Research Institute | 25-28 січня 2023  | 1200           | ± 2,8 % | 48,6 %                            | 6,2 %             | 5,4 %  | 4,8 %   | 3,6 %      | 3,2 % | 2,8 %  | 2,6 %      | 22,8 %         |       |       |       |       |       |       |

## Результати
До Мажилісук пройшло 6 партій, за результатами екзитполу явка виборців становила 53,25%..
Брифінг ЦВК о 18 год. за Алматинським часом.
- АК жол 535 139 голосів або 8,49 %
- Аманат 3431510 голосів або 53,90 %
- Ауил 693 938 голосів або 10,90 %
- Осдп 331 058 голосів або 5,2 %
- Байтак 146 430 голосів або 2,3 %
- НПК 432 920 голосів або 6,8 %
- Республіка 547 154 голоси чи 8,59 %